# Chris Boardman
Chris Boardman est un coureur cycliste anglais né le 26 août 1968 à Hoylake. Il devient professionnel en 1993 avec l'équipe Gan, qui change de nom en 1998 pour devenir Crédit agricole, et arrête sa carrière en 2000.
Il a été recordman du monde de l'heure en 1996 et 2000.
Il est introduit en 2009 au British Cycling Hall of Fame.

## Biographie

### Titres nationaux contre-la-montre
Chris Boardman remporte son premier titre national contre-la-montre en 1984, lors du championnat cadets des 10 miles George Herbert Stancer. En 1986, il remporte le championnat junior des 25 miles. Il bat également le record national junior des 25 miles en 1984.
En catégorie seniors, il remporte quatre championnats nationaux des grimpeurs consécutifs (de 1988 à 1991), cinq championnats nationaux des 25 miles consécutifs (de 1989 à 1993), le championnat des 50 miles en 1991 et 1992, et le championnat du Royaume-Uni contre-la-montre en 2000. Il bat le record des 25 miles en 1992 puis en 1993 avec 45 minutes et 57 secondes sur un parcours sur l'A34 près d'Oxford (il le conserve jusqu'en 2009). Il remporte également quatre fois le championnat de 100 km contre-la-montre par équipes, avec le Manchester Wheelers' Club en 1988, 1989 et 1991, puis avec le North Wirral Velo en 1993. Il contribue cette année-là au record de l'épreuve, en 2 heures et 7 secondes.

### Carrière sur piste

#### Champion olympique
Lors des Jeux olympiques de Barcelone en 1992, Boardman se sert d'un nouveau modèle de vélo pour la poursuite individuelle, le Lotus 108. Ce vélo, développé par Lotus Engineering et surnommé « l'essieu unique », incluait de nombreuses innovations. Lors de la finale, Boardman rattrape son adversaire, le champion du monde allemand Jens Lehmann.
Boardman choisit de ne pas défendre son titre aux Jeux olympiques d'Atlanta en 1996, se concentrant sur le contre-la-montre sur route où il obtient la médaille de bronze.

#### Champion du monde
En 1994, il remporte le titre de champion du monde de poursuite individuelle avec une évolution du vélo Lotus 108, le Lotus 110. En février 1995, à Manchester, il devance de deux secondes Tony Rominger, qui a battu quelques mois plus tôt son record de l'heure, confirmant sa suprématie sur la poursuite mondiale. Il conserve son titre mondial en 1996.

#### Record de l'heure
Au cours des années 1990, Boardman se dispute avec Graeme Obree la suprématie du record du monde de l'heure, chacun battant tour à tour le record de l'autre sur des vélos révolutionnaires. L'Union cycliste internationale mit fin à cette rivalité en imposant l'utilisation d'un vélo de course classique. Chris Boardman fait une tentative de record de l'heure selon les nouvelles règles en 2000, et bat le record d'Eddy Merckx, vieux de 28 ans, de 10 mètres seulement.
Chris Boardman sera battu, en 2005, par le Tchèque Ondřej Sosenka avec 49,700 kilomètres soit 259 mètres de mieux. Depuis 2014, le règlement de l'UCI a changé.

### Carrière professionnelle sur route
Spécialiste du contre-la-montre, Boardman commence sa carrière professionnelle sur route dans l'équipe Gan de Roger Legeay, qui deviendra Crédit agricole.
Sa première course professionnelle est le Grand Prix Eddy Merckx 1993, un contre-la-montre de 66 km qu'il remporte. L'année suivante, il remporte plusieurs étapes du Grand Prix du Midi libre et du Critérium du Dauphiné libéré, dont la dernière étape en ligne.
Boardman se fait connaître du grand public en 1994, lorsqu'il remporte le prologue du Tour de France avec la vitesse la plus élevée jamais enregistrée. Il perd le maillot jaune lors du contre-la-montre par équipes. Il est alors considéré au Royaume-Uni comme un futur vainqueur du Tour, malgré ses récriminations. Il expliquera après son abandon que son profil hormonal ne lui permettait pas de récupérer assez bien lors des courses par étapes. « Ça toujours été comme ça, probablement depuis ma naissance, mais pour le type de courses auquel j'ai pris part auparavant, ce n'était pas un problème. »
Lors du Tour de France 1995, Boardman est le grand favori du prologue disputé à Saint-Brieuc sous la pluie, dont l'horaire a été choisi pour permettre aux téléspectateurs britanniques de suivre la course. Déterminé à l'emporter, Boardman chute dans un virage, se casse la cheville gauche et le bras droit, et est contraint d'abandonner.
Sur le Tour de France 1996, il termine deuxième du prologue remporté sous la pluie par Alex Zülle. Quelques semaines plus tard, il obtient la médaille de bronze du contre-la-montre aux Jeux olympiques d'Atlanta.
Boardman réussit son retour sur le Tour de France 1997 en remportant une nouvelle fois le prologue du Tour, mais une chute le contraint à l'abandon lors de la 13e étape, ses cervicales étant touchés.
Lors du Tour de France 1998, le Tour s'élance de Dublin, en Irlande. Boardman remporte à nouveau le prologue à une vitesse moyenne de 54,193 km/h, soit à l'époque la deuxième meilleure performance de tous les temps, derrière son exploit de 1994. Mais il chute à 55 km de l'arrivée lors de la 2e étape alors qu'il porte le maillot jaune, et que Erik Zabel le lui ait prit virtuellement lors du sprint intermédiaire suivant et doit abandonner, devenant le treizième porteur du maillot jaune contraint à l'abandon, succédant au français Stéphane Heulot, en 1996.
En 1998, il découvre qu'il est atteint d'une forme d'ostéoporose, qui ne peut être traitée que par une thérapie hormonale à base de testostérone. La prise de testostérone étant interdite aux cyclistes professionnels par le règlement antidopage, Boardman choisit de prolonger sa carrière de deux ans afin de la terminer sur un exploit aux Jeux olympiques de Sydney en 2000.
Au cours de sa préparation, Boardman manque le Tour de France 2000 à cause de problèmes aux sinus. Boardman termine onzième du contre-la-montre des Jeux olympiques.

### L'après-cyclisme
Dans une interview, Boardman reconnaît que les deux dernières années de sa carrière professionnelle auront été les plus difficiles, notamment du fait de ses problèmes de santé et conjugaux. Son ostéoporose lui est diagnostiquée alors qu'il n'a que 30 ans, ce qui est particulièrement jeune pour cette maladie. Il répond aux critiques sur son potentiel en affirmant : « Je ne me suis jamais considéré comme particulièrement doué, mais je suis parvenu à tirer parti de mes capacités, et ai trouvé une niche qui me convenait ».
Boardman vit avec sa femme et ses six enfants dans le Merseyside. Depuis la fin de sa carrière professionnelle, il a été commentateur cycliste pour ITV et possède désormais une marque de cycles et accessoires dénommée Boardman bikes,. Il produit également des cycles de compétition sous la marque Boardman Elite.
Boardman est nommé conseiller technique de l'équipe du Royaume-Uni de cyclisme sur route et sur piste en 2004, et est manager technique de l'équipe britannique aux Jeux olympiques de Pékin en 2008 ,,.
En 2009 Boardman participe au Flora London Marathon, qu'il termine en 3 heures 19 minutes et 27 secondes. Il est également admis au British Cycling Hall of Fame.

## Palmarès sur route

### Palmarès amateur
- 1984
  -  Champion de Grande-Bretagne des 10 miles cadets
- 1986
  -  Champion de Grande-Bretagne des 25 miles juniors
- 1988
  -  Champion de Grande-Bretagne de la course en côte
  -  Champion de Grande-Bretagne du contre-la-montre par équipes
- 1989
  -  Champion de Grande-Bretagne de la course en côte
  -  Champion de Grande-Bretagne des 25 miles
  -  Champion de Grande-Bretagne du contre-la-montre par équipes
  - Grand Prix de France (contre-la-montre)
  - 3e étape du Tour du Lancashire (contre-la-montre)
- 1990
  -  Champion de Grande-Bretagne de la course en côte
  -  Champion de Grande-Bretagne des 25 miles
  - 6e étape du Tour du Texas
  -  Médaillé de bronze du contre-la-montre par équipes aux Jeux du Commonwealth
- 1991
  -  Champion de Grande-Bretagne de la course en côte
  -  Champion de Grande-Bretagne des 50 miles
  -  Champion de Grande-Bretagne des 25 miles
  -  Champion de Grande-Bretagne du contre-la-montre par équipes
  - Tour du Lancashire :
    - Classement général
    - 1re étape

  - Prologue de l'Olympia's Tour
- 1992
  -  Champion de Grande-Bretagne des 50 miles
  -  Champion de Grande-Bretagne des 25 miles
  - Prologue du Circuit des Mines[15]
- 1993
  -  Champion de Grande-Bretagne des 25 miles
  -  Champion de Grande-Bretagne du contre-la-montre par équipes
  - Tour du Lancashire :
    - Classement général
    - 2e et 3e (contre-la-montre) étapes

### Palmarès professionnel
- 1993
  - Grand Prix Eddy Merckx
  - Duo normand (avec Laurent Bezault)
  - Chrono des Herbiers
  - Meilleures performances mondiales de l'heure, en 52,270 km
  - 2e du Grand Prix Telekom
  - 2e de Florence-Pistoia
  - 4e du Grand Prix des Nations
- 1994
  -  Champion du monde du contre-la-montre
  - Prologue et 5e étape du Tour de Murcie (contre-la-montre)
  - Prologue, 3e (contre-la-montre) et 7e étapes du Critérium du Dauphiné libéré
  - 6e étape du Tour de Suisse (contre-la-montre)
  - Prologue du Tour de France
  - 3e du Grand Prix Telekom
- 1995
  - 4e étape des Quatre Jours de Dunkerque (contre-la-montre)
  - 3eb étape du Tour de l'Oise (contre-la-montre)
  - 6e étape du Grand Prix du Midi libre (contre-la-montre)
  - Prologue du Critérium du Dauphiné libéré
  - 2e du Tour de l'Oise
  - 2e du Critérium du Dauphiné libéré
- 1996
  - 8eb étape de Paris-Nice (contre-la-montre)
  - Critérium international
  - 3e étape des Quatre Jours de Dunkerque (contre-la-montre)
  - Prologue du Critérium du Dauphiné libéré
  - 2ea étape de la Route du Sud (contre-la-montre)
  - Grand Prix Eddy Merckx
  - Mémorial Joseph Voegeli (contre-la-montre)
  - Grand Prix Telekom (contre-la-montre)
  - Grand Prix des Nations
  - Duo normand (avec Paul Manning)
  - Chrono des Herbiers
  - Meilleure performance mondiale dans l'heure en 56,375 km
  -  Médaillé d'argent du championnat du monde du contre-la-montre
  - 3e de Paris-Nice
  - 3e du Tour de l'Oise
  -  Médaillé de bronze du contre-la-montre aux Jeux olympiques d'Atlanta
- 1997
  - 5eb étape du Tour de la Communauté valencienne (contre-la-montre)
  - Prologue et 5eb étape du Tour de Romandie (contre-la-montre)
  - Prologue du Critérium du Dauphiné libéré
  - 1reb et 5e étapes du Tour de Catalogne (contre-la-montre)
  - Prologue du Tour de France
  - 2e du Tour de Romandie
  - 2e du Grand Prix Eddy Merckx
  - 3e du Grand Prix des Nations
  -  Médaillé de bronze du championnat du monde du contre-la-montre
- 1998
  - Prologue et 1re étape du Prudential Tour
  - Prologue et 4e étape du Critérium du Dauphiné libéré (contre-la-montre)
  - 1reb et 5e étapes du Tour de Catalogne (contre-la-montre)
  - Prologue du Tour de France
  - 5e étape du Tour de l'Ain (contre-la-montre)
- 1999
  - 1re étape de Paris-Nice (contre-la-montre)
  - 3e étape du Critérium international (contre-la-montre)
  - 2eb étape du Prudential Tour (contre-la-montre)
  - Grand Prix Breitling (avec Jens Voigt)
  - Mémorial Joseph Voegeli (contre-la-montre)
  - Duo normand (avec Jens Voigt)
  - 2e du Grand Prix des Nations
  - 3e du Grand Prix Eddy Merckx
  -  Médaillé de bronze du championnat du monde du contre-la-montre
- 2000
  - Record de l'heure cycliste homologué par l'UCI jusqu'en 2005 de 49,441 km
  - 2e du Grand Prix Eddy Merckx
  - 3e du Mémorial Joseph Voegeli
  - 4e du championnat du monde du contre-la-montre

### Résultats sur les grands tours

#### Tour de France
6 participations
- 1994 : abandon (11e étape), vainqueur du prologue,  maillot jaune pendant 3 jours
- 1995 : abandon (prologue)
- 1996 : 39e
- 1997 : abandon (13e étape), vainqueur du prologue,  maillot jaune pendant 1 jour
- 1998 : abandon (2e étape), vainqueur du prologue,  maillot jaune pendant 2 jours
- 1999 : 119e

#### Tour d'Espagne
2 participations
- 1997 : abandon (7e étape)
- 1998 : abandon (8e étape)

## Palmarès sur piste

### Jeux olympiques
- Séoul 1988
  - 13e de la poursuite par équipes
- Barcelone 1992
  -  Champion olympique de poursuite (nouveau record du monde)
  - 5e de la poursuite par équipes

### Championnats du monde
- Hamar 1993
  -  Médaillé de bronze de la poursuite
- Palerme 1994
  -  Champion du monde de la poursuite
- Manchester 1996
  -  Champion du monde de la poursuite

### Jeux du Commonwealth
- 1986
  -  Médaillé de bronze de la poursuite par équipes
- 1990
  -  Médaillé de bronze de la poursuite par équipes

### Championnats nationaux
- Champion de Grande-Bretagne de poursuite amateurs en 1989, 1991 et 1992
- Champion de Grande-Bretagne de poursuite par équipes en 1989, 1991 et 1993